# Großbreitenbach

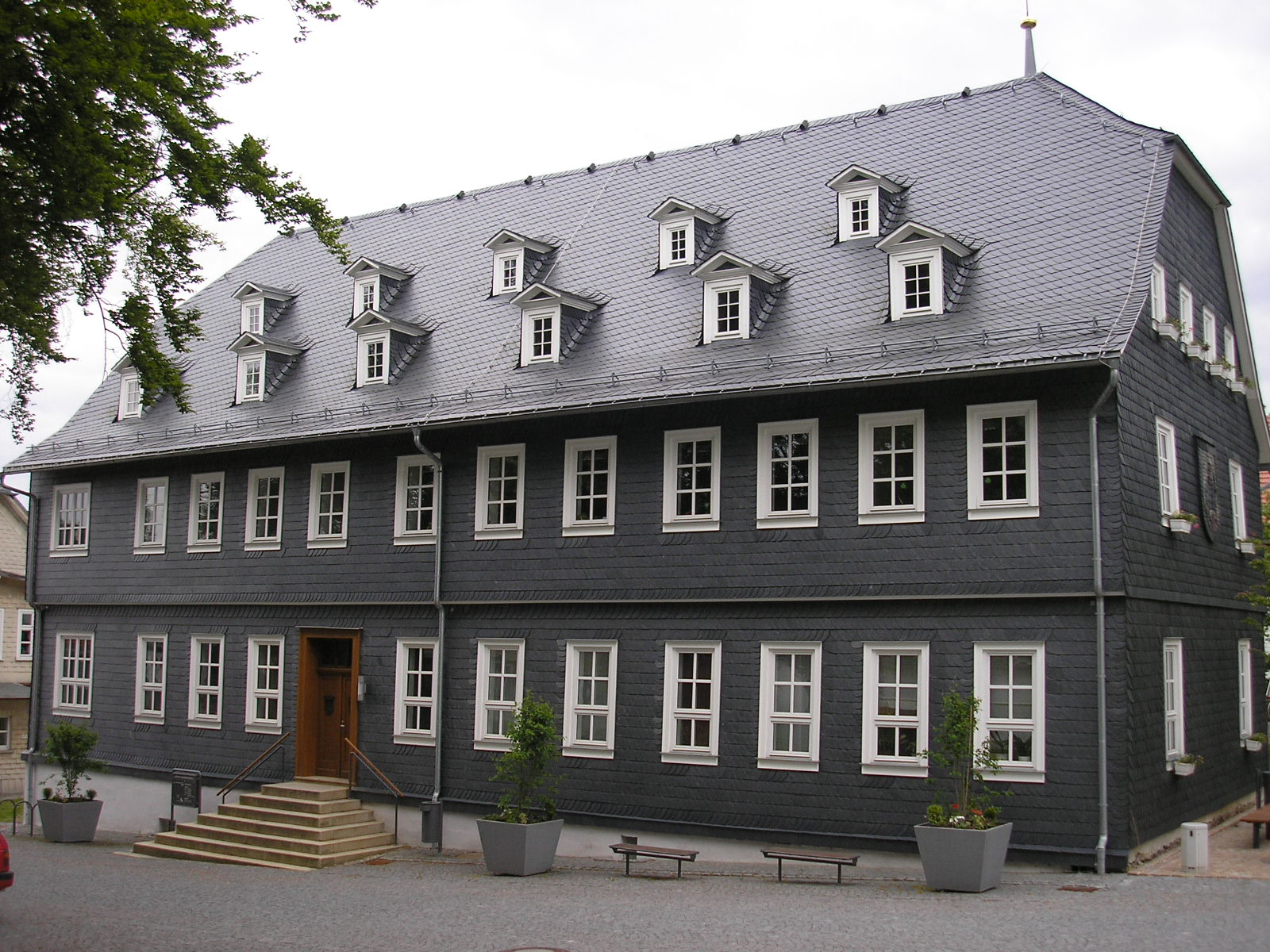
Rathaus von Großbreitenbach

Die Kleinstadt Großbreitenbach ist eine 2019 gebildete Landgemeinde im Ilm-Kreis in Thüringen mit 10 Ortsteilen. Die 3 Ortsteile Altenfeld, Großbreitenbach und Neustadt am Rennsteig tragen den Titel staatlich anerkannter Erholungsort. 

## Geografie

### Lage
Großbreitenbach liegt im Thüringer Schiefergebirge knapp 50 Kilometer südlich von Erfurt und etwa 15 Kilometer südöstlich von Ilmenau zwischen dem Langen Berg im Norden, dem Tal der Schwarza im Südosten und dem Rennsteig im Südwesten. Die Kernstadt selbst liegt in rund 600 Metern Höhe auf einer Hochfläche oberhalb des Schwarzatals, ebenso wie die nordöstlichen Ortsteile Böhlen, Gillersdorf, Friedersdorf, Wildenspring, Willmersdorf, Herschdorf und Allersdorf. Westlich von Großbreitenbach liegen die Ortsteile Altenfeld (im Tal der Oelze) und Neustadt mit dem Weiler Kahlert direkt auf dem Kamm des Gebirges am Rennsteig.
Der größte Fluss in der Gemarkung ist die Schwarza, die die südöstliche Gemeindegrenze bildet. Ihr fließen neben der Oelze auch der Grundsbach, der Breitenbach, die Kurau, der Junkersbach und der Finkenbach zu. Bei Herschdorf ganz im Nordosten entspringt die Rinne, ebenfalls ein Nebenfluss der Schwarza, während die nördlich von Neustadt entspringende Wohlrose zur Ilm fließt.
Der höchste Berg im Stadtgebiet ist der Große Dreiherrnstein mit 838 m Höhe, wobei sich der Gipfel auf dem Gebiet der Nachbargemeinde Schleusegrund befindet. Der Lange Berg kommt auf eine Höhe von 809 m. Der höchstgelegene Ortsteil ist Neustadt am Rennsteig (785 m). Der niedrigste Punkt liegt im Schwarzatal am Zirkel in etwa 380 m Höhe.

### Stadt- bzw. Landgemeindegliederung
Die Stadt gliedert sich in die Ortsteile Allersdorf, Altenfeld, Böhlen, Friedersdorf, Gillersdorf, Großbreitenbach, Herschdorf, Neustadt am Rennsteig (mit der Kleinsiedlung Kahlert), Wildenspring und Willmersdorf.

### Nachbargemeinden
Im Uhrzeigersinn, beginnend im Norden: Ilmenau, Königsee, Schwarzatal, Katzhütte, Masserberg, Schleusegrund.

## Geschichte

### Gründung der Landgemeinde
Im Rahmen der freiwilligen Zusammenschlüsse bei der Gebietsreform in Thüringen verständigten sich die Stadt Großbreitenbach sowie die weiteren 7 Gemeinden der Verwaltungsgemeinschaft Großbreitenbach auf eine Fusion. Nach dem Gesetzesbeschluss am 13. Dezember 2018 im Landtag erfolgte der Zusammenschluss zur Landgemeinde am 1. Januar 2019, die Verwaltungsgemeinschaft Großbreitenbach wurde gleichzeitig aufgelöst. Die bisherigen Ortsteile von Herschdorf, Allersdorf und Willmersdorf, sind seitdem mit Herschdorf gleichrangige Ortsteile der Landgemeinde Großbreitenbach.

### Einwohnerentwicklung
In der nachstehenden Tabelle ist die Entwicklung der Einwohnerzahl seit der Gründung der Gemeinde 2019 dargestellt. Ermittelt wurden die Werte jeweils zum Stichtag 31. Dezember.
| Jahr | Einwohner |
| ---- | --------- |
| 2019 | 6253      |
| 2020 | 6104      |
| 2021 | 5974      |
| 2022 | 6073      |
| 2023 | 6000      |
| 2024 | 5884      |

## Politik

### Gemeinderat
Die ersten Wahlen von Gemeinderat und Bürgermeister fanden in der neu gegründeten Gemeinde zu den Kommunalwahlen in Thüringen am 26. Mai 2019 statt. Bis zum Zusammentritt des neuen Gemeinderates setzte sich der Rat der neu gebildeten Landgemeinde aus den 68 Stadtrats- und Gemeinderatsmitgliedern der 8 Gründungsgemeinden zusammen. Der zweite Gemeinderat der Landgemeinde Großbreitenbach wurde bei den Kommunalwahlen in Thüringen am 26. Mai 2024 bestimmt, anstatt über 30 Gemeinderatsmitglieder wurden nun nur über 20 Mitglieder abgestimmt.
| Parteien und Wählergemeinschaften                                      | 2019  | 2019  | 2024  | 2024  |
| Parteien und Wählergemeinschaften                                      | %     | Sitze | %     | Sitze |
| CDU/UL – Christlich Demokratische Union Deutschlands/Unabhängige Liste | 20,9  | 6     | 36,5  | 7     |
| WFE – Wir für Euch                                                     | 19,6  | 6     | 17,0  | 4     |
| UWG – Unabhängige Wählergemeinschaft                                   | 14,2  | 4     | -     | -     |
| GBB 2000 – Großbreitenbach 2000                                        | 10,4  | 3     | -     | -     |
| BGM – Bürgergemeinschaft                                               | 8,7   | 3     | 19,7  | 4     |
| IG – Interessengemeinschaft Neustadt/Rstg.                             | 7,8   | 2     | 6,7   | 1     |
| TEO – Transparent-Ehrlich-Offen                                        | 7,5   | 2     | 5,3   | 1     |
| FWG – Freie Wählergemeinschaft Herschdorf                              | 6,3   | 2     | -     | -     |
| ULBA/LG – Unabhängige Liste Bürger für Altenfeld/Landgemeinde          | 4,6   | 2     | -     | -     |
| Aktiv für Großbreitenbach                                              | -     | -     | 14,8  | 3     |
| gesamt                                                                 | 100,0 | 30    | 100,0 | 20    |
| Wahlbeteiligung in %                                                   | 69,7  | 69,7  | 69,4  | 69,4  |

### Bürgermeister
Bis zum Amtsantritt des neu zu wählenden Bürgermeisters leitete Andreas Beyersdorf als „Beauftragter der Stadt Großbreitenbach“ die Gemeinde. Bei der Wahl zum hauptamtlichen Bürgermeister setzte sich in der Stichwahl am 9. Juni 2019 Peter Grimm (WFE – Wir für Euch) mit 65,8 % der abgegebenen gültigen Stimmen durch. Zum ersten Wahlgang am 26. Mai 2019 hatten sich 5 Kandidaten beworben. Am 11. Mai 2025 wurde Grimm mit 97,4 % der abgegebenen gültigen Stimmen ohne Gegenkandidaten für eine zweite Amtszeit gewählt.

### Wappen
| Wappen von Großbreitenbach | Blasonierung: „Das Stadtwappen zeigt in blauem Schild einen goldenen, krallenseitig rot bewehrten und rotbezungten rechtsgewendeten Löwen, der in seinen Pranken einen doppelrandig goldenen Halbrundschild hält. Darin sind schräglinks oben eine schwarze Leiste und unten eine schräglinke blaue Wellenleiste, das Stadtgebiet zwischen Rennsteig und Schwarzatal symbolisierend. Das blaue Wappenschild ist mit 10 goldenen, fünfblättrigen Blüten, versinnbildlicht für die 10 Ortsteile, bestreut.“ |
| Wappen von Großbreitenbach | |

## Verkehr

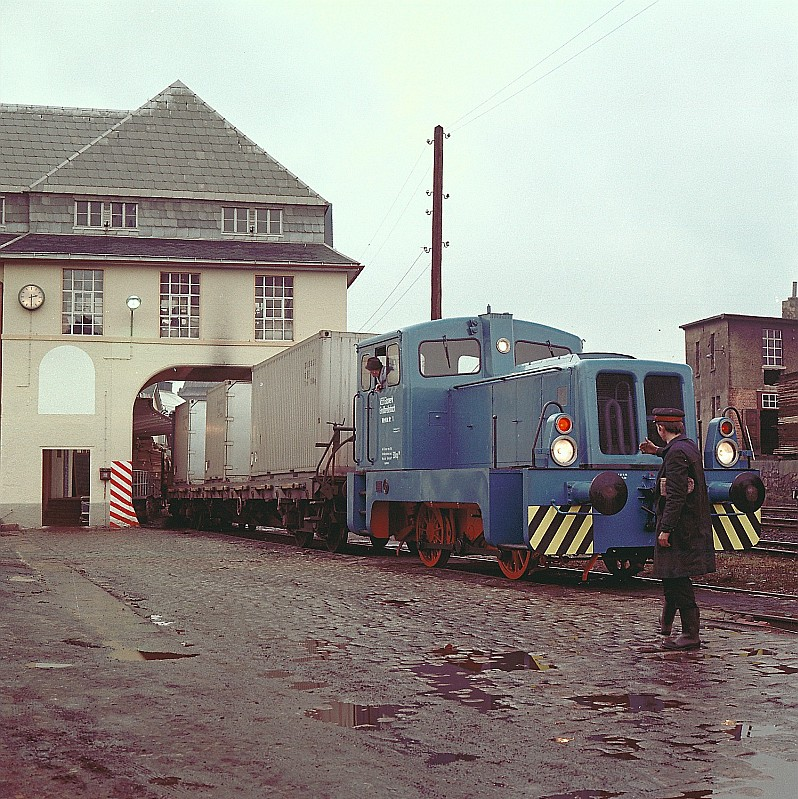
V 10 B des Glaswerks Großbreitenbach, 1970

Das Gebiet der heutigen Landgemeinde Großbreitenbach war ab 1883 an die Bahnstrecke Ilmenau–Großbreitenbach mit den Bahnhöfen Neustadt-Gillersdorf sowie Großbreitenbach angeschlossen. Nach der Stilllegung der Strecke 1998 wurde im Wesentlichen auf der bisherigen Bahntrasse ab 2011 der Ilm-Rennsteig-Radweg errichtet. Dieser verläuft etwa 20 km von Ilmenau nach Großbreitenbach bzw. nach Neustadt am Rennsteig, wo eine Anbindung an den Rennsteig-Radweg besteht.
Weiterhin verläuft die Schnellfahrstrecke Nürnberg–Erfurt durch das Gemeindegebiet, ohne dass sich hier Bahnhöfe befinden.